# Pelvicachromis rubrolabiatus
Pelvicachromis rubrolabiatus är en fiskart som beskrevs av Anton Lamboj 2004. Pelvicachromis rubrolabiatus ingår i släktet Pelvicachromis och familjen Cichlidae. Inga underarter finns listade i Catalogue of Life.